# Woman Is the Nigger of the World
«Woman Is the Nigger of the World» — песня Джона Леннона и Йоко Оно (Plastic Ono Band) из их альбома «Some Time in New York City» (1972). В США вышла как сингл.

## Описание
Фраза «женщина — ниггер мира» была сказана Йоко Оно в интервью британскому журналу «Nova» в 1969 году и процитирована на обложке журнала. Отмечалось, что схожие слова были в одной из реплик в романе Зоры Ниэл Хёрстон «Их глаза видели Бога» (1937).
Песня говорит о подчинённом положении женщин по отношению к мужчинам и о женоненавистничестве, распространённом во всех культурах.
В 1972 году в интервью телепрограмме «The Dick Cavett Show» Джон Леннон сказал, что при создании песни он вдохновлялся ирландским социалистом Джеймсом Коннолли (1868—1916). Объясняя профеминистское направление песни, он процитировал слова Коннолли: «работница — рабыня раба» (англ. «the female worker is the slave of the slave»).

## Восприятие и критика
Песня подверглась критике из-за использования слова «ниггер» (неуместное сравнение сексизма и расизма по отношению к афроамериканцам), и большинство радиостанций в Соединённых Штатах отказались передавать песню. Сингл был выпущен в США 24 апреля 1972 года и достиг 57-й строчки в Billboard Hot 100, в основном благодаря продажам, что сделало его самым низкорейтинговым синглом Леннона в чартах США за всю его жизнь. В чарте журнала «Cashbox» сингл занял 93-ю строчку.
В августе 1972 года Национальная организация женщин присудила Джону Леннону и Йоко Оно награду «Положительный образ женщин» за «яркое профеминистское заявление» в песне. Журнал «Cashbox» описал песню как «самый мощный эпос, созданный женским движением на сегодняшний день».
Джон Леннон в интервью неоднократно говорил, что он использует слово «ниггер» по отношению к любому угнетённому человеку. Apple Records разместила рекламу сингла в выпуске журнала «Billboard» от 6 мая 1972 года рядом с недавним высказыванием видного чернокожего конгрессмена Рона Делламса, не связанным с песней, чтобы продемонстрировать более широкое использование этого термина. Джон Леннон указал также на это высказывание Рона Делламса, когда участвовал в передаче «The Dick Cavett Show». Джон Леннон и Йоко Оно на этой передаче исполнили песню вместе с группой «Elephant’s Memory». Телеканал ABC попросил ведущего, Каветта, чтобы он извинился перед зрителями перед тем, как песня прозвучит, иначе этого не должно быть показано. Позднее (в документальном фильме «LennoNYC», 2010 год) Каветт говорил, что он не хотел произносить этих извинений:
Уже пришли Джон и Йоко, но мне сказали: «Мы собираемся записать небольшую вставку прямо перед песней, чтобы вы это произнесли». Я ответил: «Вы собираетесь подвергнуть цензуре моих гостей после того, как я пригласил их на шоу? Это смехотворно». Итак, они дали текст, и я пошел и сделал видеозапись, чтобы вставить перед песней. Потом пришло около 600 протестов. Ни одного из них по поводу песни! Все о том, что, цитирую: «Это слащавое заявление, которое вы заставили Дика сказать перед шоу… Вы не верите, что мы взрослые…» О Боже! Это было прекрасно; это дало мне надежду на республику.

## Перевыпуск
Песня в новой редакции была включена в сборник «Shaved Fish» (1975). Песня была перевыпущена как сторона B к синглу «Stand by Me» (1977). Также песня включена в сборник «Working Class Hero: The Definitive Lennon» (2005) и «Gimme Some Truth» (2010).

## В популярной культуре
В эпизоде сериала «Всё к лучшему» (авторы Памела Эдлон и Луи Си Кей), носящем название «Женщина — это что-то чего-то», персонажи обсуждают выражение «женщина — ниггер мира».